# Cambio climático en Argentina

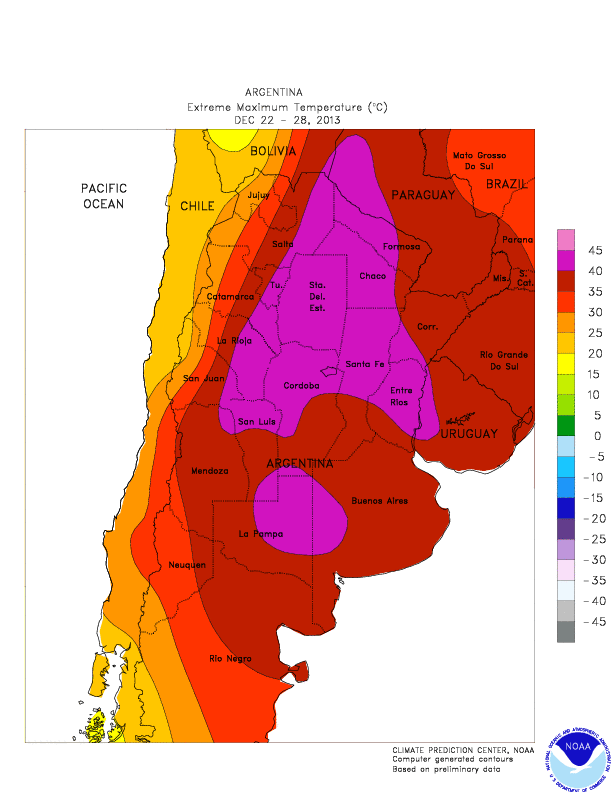
Temperaturas máximas absolutas registradas en Argentina durante la ola de calor de diciembre de 2013. Esta ola de calor fue la más larga e intensa de Argentina.

El cambio climático en Argentina se refiere a las causas, efectos y políticas para la mitigación y adaptación al cambio climático en Argentina. Las predicciones científicas indican que el calentamiento global tendrá efectos significativos en el clima de Argentina. Aunque las temperaturas han aumentado a un ritmo más lento que el promedio mundial, sus impactos se han producido en muchas áreas. Si estas tendencias continúan, se predice que el cambio climático exacerbará los desastres naturales existentes, como el aumento de la intensidad y frecuencia de las inundaciones, o creará nuevas áreas de inundación.

## Evolución y contexto histórico del cambio climático en Argentina
En diciembre de 2013 se registró una ola de calor muy prolongada en Argentina desde que se comenzaron las mediciones en 1906, afectando por lo menos 52 ciudades de todo el país. Por primera vez desde la creación del sistema de alarma por calor, rigió una alerta en nivel rojo.
El Centro de Investigaciones del Mar y la Atmósfera (CIMA) señaló a fines de noviembre de 2014 que desde 1964 aumentaron un 10 % (casi 200 mm) las precipitaciones en casi todo el país, pero disminuyeron las lluvias en las regiones de Cuyo y de los Andes patagónicos. Por otra parte en toda la Patagonia argentina la temperatura promedio ascendió 1 °C lo cual ha hecho retroceder glaciares y ascender el nivel inferior de las nieves eternas montanas.
Según un informe dado a conocer a fines de marzo de 2014 por el Grupo Intergubernamental de Cambio Climático de la ONU si se continúan con los niveles actuales de emisión de GEI habrá más lluvias y posibles inundaciones en el centro y norte de la Argentina continental americana, y más sequías en el oeste y sur de la Argentina continental americana.
En el 2016, Argentina presentó su primera Contribución Determinada a Nivel Nacional (NDC, por sus siglas en inglés), que fue considerada «altamente insuficiente» por el sitio web Climate Action Tracker para alcanzar la meta de 1.5 °C de calentamiento propuesta por el Acuerdo de París. En diciembre de 2020, se presentó una nueva NDC, con objetivos más ambiciosos, mayor claridad en los mecanismos de transparencia y un plan de seguimiento de las estrategias de mitigación y adaptación. Esto le valió un cambio en la categoría de «altamente insuficiente» a «insuficiente» en la calificación del Climate Action Tracker.
En el verano de 2023 las temperaturas en gran parte del país alcanzaron niveles extremos considerándose a esta última ola de calor la más brutal impulsada por el cambio climático.

## Emisiones de gases de efecto invernadero
Argentina estima que la agricultura, ganadería y los cambios en el uso del suelo aportan alrededor del 37 % de las emisiones totales del país.

## Impactos en el medio ambiente

### Temperaturas y cambios en el clima
En las próximas 2 o 3 décadas (2016–2035), se pronostica que las temperaturas medias aumentarán de 0.5 °C a 1.0 °C bajo los dos escenarios de trayectorias de concentración representativas (trayectoria de 4.5 y trayectoria de 8.5) del Quinto Informe de Evaluación del IPCC. Bajo el escenario de trayectorias de 4.5, las temperaturas aumentarán en 1.0 °C en todo el país, aunque este aumento será más pronunciado en el noroeste, donde las temperaturas aumentarían en 2 °C. En el escenario más severo de trayectoria de 8.5, el aumento proyectado de las temperaturas será mayor, llegando a 3.5 °C en el noroeste. En ambos escenarios, el calentamiento proyectado será más pronunciado durante los meses de verano. La tendencia pronosticada para la precipitación no es tan clara como la de la temperatura. En las regiones norte y central, se pronostica que la precipitación aumentará, mientras que en gran parte del centro-oeste de Argentina y la Patagonia, se pronostica que la precipitación disminuirá. Debido a que Argentina es potencialmente vulnerable al cambio climático, dichos cambios proyectados basados en los modelos podrían mejorar los actuales o crear nuevos problemas asociados con el cambio climático en Argentina.
Las temperaturas medias han aumentado en 0.5 °C de 1901 a 2012, un valor ligeramente inferior al promedio mundial. Las temperaturas en la parte andina de la Patagonia han aumentado en más de 1 °C, lo que ha provocado la retirada de casi todos los glaciares. Esto afecta la disponibilidad de agua a las zonas áridas del país que dependen de ella. Las temperaturas más altas pueden reducir las nevadas de invierno, lo que hace que disminuya el flujo del río (menos agua disponible), lo que puede reducir la producción de energía hidroeléctrica. Se han observado pérdidas de hasta el 40 %. Fuera de la Patagonia, las temperaturas medias han aumentado a un ritmo menor ya que el aumento de las temperaturas mínimas se ve contrarrestado por la disminución de las temperaturas máximas. El aumento de las temperaturas mínimas en gran parte de Argentina fuera de la Patagonia se atribuye al aumento de la concentración de gases de efecto invernadero en la atmósfera, mientras que la disminución de las temperaturas máximas es consecuencia de una mayor precipitación, que se asocia con una mayor cobertura de nubes y evaporación, procesos que tienden a reducir las temperaturas máximas al norte de 40.oS. En la Patagonia, el aumento de las temperaturas medias es mayor que el aumento de las temperaturas mínimas y se debe al cambio en la circulación atmosférica, no solo al aumento del efecto invernadero. El agotamiento del ozono ha jugado un papel importante en el cambio de los patrones de circulación atmosférica. Ha habido una disminución en los días con heladas, y aumenta la cantidad de noches calurosas en todo el país. Las olas de calor, que se definen como tres días consecutivos en los que la temperatura excede el percentil 90 con respecto al período 1961–1990, se han vuelto más comunes e intensas entre 1961‑2010.

Los siguientes mapas muestran las proyecciones para el cambio en los tipos de clima según el sistema de clasificación climática de Köppen.

Mapa de climas de Argentina. Clasificación según Koppen-Geiger, perteneciente al período 1980 - 2016.
Mapa de climas de Argentina. Clasificación según Koppen-Geiger, proyecciones para el período 2071-2100.

### Precipitaciones

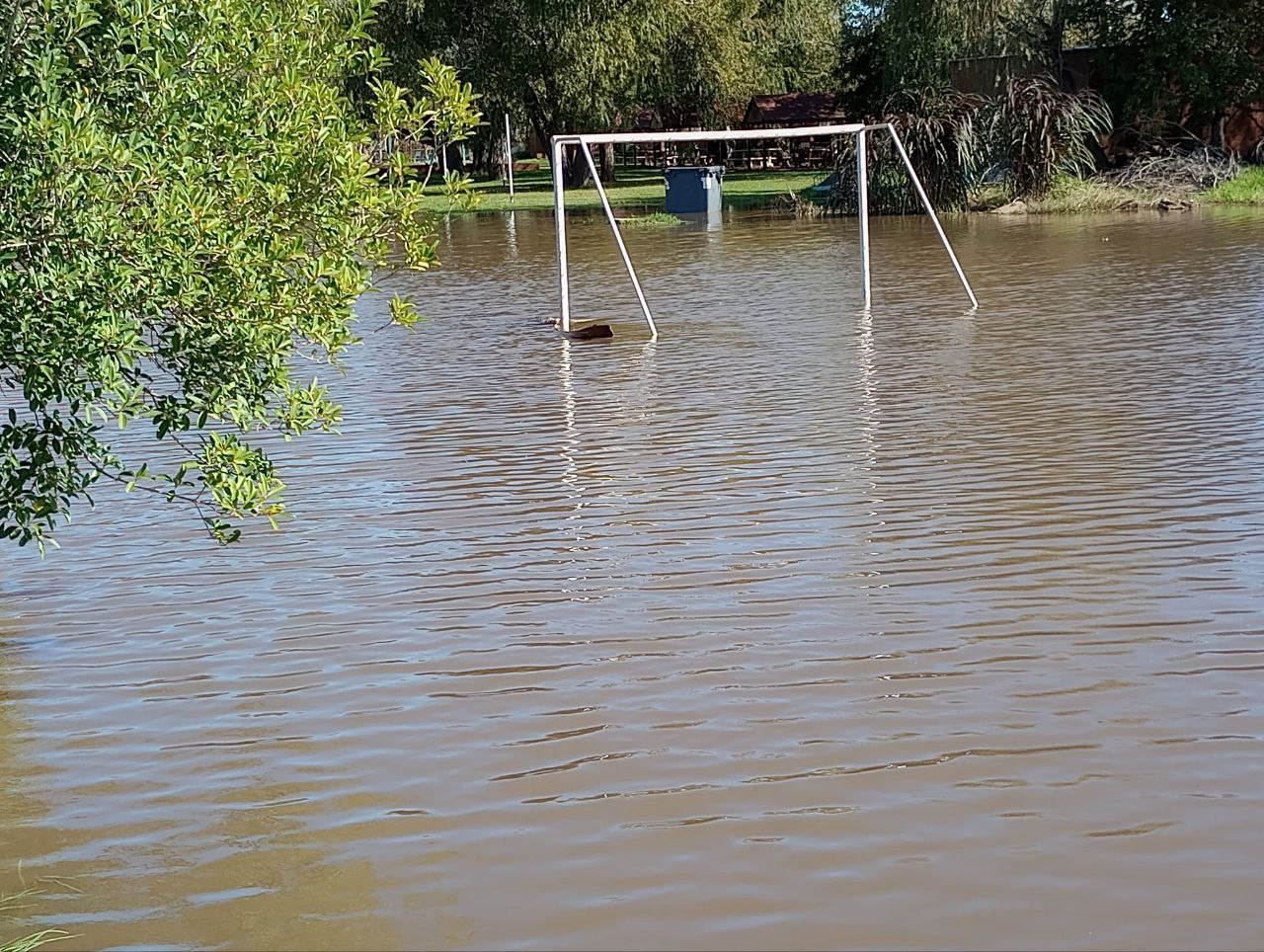
Foto muestra efecto del agua acumulada en una cancha de fútbol luego del evento de lluvias en el mes de mayo de 2025 en el conurbano de Bs.As.

Ha habido un aumento en la precipitación anual en casi toda Argentina, particularmente en las partes noreste y central del país. Desde 1970, la precipitación ha aumentado en un 10 % en el noreste, mientras que en partes de la provincia de La Pampa y partes occidentales de la provincia de Buenos Aires, ha aumentado en un 40 %. Los mayores incrementos en la precipitación (desde el período 1960-2010) se han producido en las partes orientales del país. En contraste, la parte andina de la Patagonia junto con la región de Cuyo ha visto una disminución en la precipitación, lo que ha llevado a una reducción en el flujo de los ríos en los últimos cien años. Algunas partes de la Patagonia en los Andes han visto una reducción del 30 % al 50 % en la precipitación desde mediados del siglo XX. Además, desde mediados del siglo XX, el 600 mm isohyet en el sur y el 800 mm isohyet en el norte, que aproximadamente forman los límites en los que es posible la producción agrícola había movido más de 100 km hacia el oeste, ampliando la posible producción agrícola a estas áreas. Aunque un aumento en la precipitación expandirá la producción agrícola hacia el oeste en áreas que anteriormente estaban demasiado secas y beneficiaría la energía hidroeléctrica debido al aumento en el flujo del río, habrá un aumento en la frecuencia de eventos extremos de precipitación como inundaciones, granizo y fuertes vientos, que pueden destruir estos campos agrícolas. Estas tendencias se observaron con un aumento en los flujos de ríos y corrientes en la mayor parte del país, excluyendo los ríos que se originan en los Andes, y un aumento en los eventos de precipitación extrema que condujeron a pérdidas socioeconómicas considerables. Estos eventos extremos de precipitación, como inundaciones y granizo, se han producido con mayor frecuencia en el este lo que lleva a la destrucción de tierras agrícolas en estas áreas. El aumento de las precipitaciones ha llevado a una mayor variabilidad en las precipitaciones de un año a otro en el norte del país, con un mayor riesgo de sequías prolongadas, lo que desfavorece a la agricultura en estas regiones.

### Fenómenos meteorológicos extremos
El invierno austral en el año 2014 fue casi excepcional, ya que hasta por lo menos el 20 de julio de 2014 tras unos pocos días muy fríos en el centro de la Argentina Continental americana se han sucedido días relativamente muy cálidos debidos al calentamiento global que afecta a toda la Tierra con temperaturas de más de 20 °C al mediodía en la ciudad de Buenos Aires aunque se esperó una ola de frío en toda Argentina hacia la última semana de julio con abundantes nevadas en toda la Patagonia Argentina, el sur de la provincia de Buenos Aires, zonas de Cuyo, Sierras de Córdoba. Esto superaría al aire polar que en Argentina se caracteriza por la baja de las temperaturas a temperaturas cercanas o inferiores a la del congelamiento del agua, es decir cercanas o inferiores al 0 °C durante uno a tres días, sino que se trataría de una ola polar con temperaturas heladas por más de tres días.
Del mismo modo el invierno austral del año 2015 fue en cuanto a temperaturas bastante moderado en el centro y norte de Argentina aunque (véase más adelante) en la primera semana de agosto se caracterizó, debido a la instalación de una zona de baja presión atmosférica, por copiosas precipitaciones especialmente en el NE de la Provincia de Buenos Aires, en el Sur de la Provincia de Santa Fe (con epicentro en Sanford inundándose más de trescientas mil hectáreas en el sur santafesino), gran parte de la Provincia de Entre Ríos y asimismo en gran parte de la República Oriental del Uruguay; luego en el invierno de 2015 en la segunda semana de dicho mes de agosto el clima se caracterizó por intensos vientos acompañados en ciertos lugares por fuertes nevadas en la Patagonia austral (Se suele denominar Patagonia austral al territorio patagónico que va, de norte a sur, desde la Provincia de Chubut hasta el archipiélago de Tierra del Fuego inclusive).

#### Ola de calor en 2013
La ola de calor en Argentina de diciembre de 2013 fue un fenómeno que se produjo desde el 11 de diciembre de 2013 hasta el 2 de enero de 2014 en la zona norte y centro del país, así como también en el norte de la Patagonia. Fue la segunda ola de calor más prolongada vivida en Argentina desde que se iniciaron los registros en 1906, afectando como al menos 52 ciudades en todo el país. Por primera vez desde la creación del sistema de alarma por calor, rigió una alerta en nivel rojo por varios días consecutivos tanto para la ciudad de Buenos Aires como en la ciudad santafesina de Rosario.

#### Ola de calor en 2015
La ola de calor en Argentina de diciembre de 2015 fue un fenómeno meteorológico caracterizado por un marcado y sostenido aumento en las temperaturas, especialmente las máximas, ocurriendo en varias ciudades, por encima de lo considerado extremo.

El Servicio Meteorológico Nacional comunicó, a través de sus partes diarios, informes sobre el desarrollo de la ola de calor.

#### Ola de calor en 2022
La ola de calor en el Cono Sur de enero de 2022 fue un fenómeno meteorológico caracterizado por un marcado y sostenido aumento en las temperaturas por encima del promedio, especialmente las máximas, ocurriendo en varias ciudades y regiones de Argentina, Uruguay, Paraguay y Brasil. La ola de calor convirtió a estos países del Cono Sur en los más cálidos del planeta durante su duración, con temperaturas superiores a las de Medio Oriente. Argentina es el país que sufrió las temperaturas más extremas, con más de 50 ciudades por encima de los 40 °C.
Ola de calor en 2023
Esta sección es un extracto de Ola de calor en Argentina en 2023
La ola de calor en Argentina en 2023 fue un fenómeno de calor extremo extraordinariamente tardío que se produjo desde el 28 de febrero hasta el 20 de marzo de ese año, principalmente en la zona centro del país, así como también en las zonas norte y litoral. 
Según el Servicio Meteorológico Nacional, la ola de calor se debe a la existencia de altas presiones que generan un bloqueo atmosférico que interactúa con un constante aporte de aire cálido proveniente del norte por un sistema de alta presión del océano Atlántico sur, esto genera la presencia de altas temperaturas persistentes e inusualmente tardías para la época del año.

#### Nevadas extraordinarias
Se han registrado nevadas extraordinarias en Argentina en 1918, 2007, 2009 y 2010. La nevada de 2007 afectó a casi todo el territorio argentino y partes de países vecinos como Uruguay, el centro y sur de Paraguay, sur, sectores del sudeste y partes del centro-oeste de Brasil. Otros estados de Sudamérica también se vieron afectados por esta intensa ola polar, como Chile y el sur y centro de Bolivia. Las nevadas del 2009 afectaron principalmente a las provincias de Córdoba y San Luis.

### Aumento del nivel del mar
En gran parte de las regiones costeras de Argentina, no sufrirá inundaciones permanentes y pérdida de tierras asociadas con el aumento del nivel del mar, ya que gran parte de las regiones costeras son acantilados. Sin embargo, estudios recientes muestran evidencias de que Argentina podría llegar a perder alrededor de 4.000 km de playa de continuar las tendencias actuales de cambio climático, sobre todo en la región sudeste. Ciertas tierras agrícolas podrían perderse si el nivel del mar aumenta en 1 m.
El aumento del nivel del mar impactará al país a través de un aumento en la frecuencia de las marejadas ciclónicas en las zonas costeras, incluido Buenos Aires, y un estudio ha sugerido que Buenos Aires podría verse significativamente afectada por el aumento del nivel del mar. Otro estudio encontró que un aumento en el nivel del mar podría llevar a fenómenos de intrusión salina, particularmente en algunos partidos de la costa en la provincia de Buenos Aires. Esto afectaría a los acuíferos que proveen de agua potable a las personas viviendo en la zona.

## Impactos en la biodiversidad
Argentina, así como otros países de Latinoamérica, es vulnerable a las amenazas del cambio climático, entre otras razones, debido a la riqueza en biodiversidad y por los endemismos que alberga. El aumento de la temperatura y los cambios en las precipitaciones afectan la pérdida de hábitat en las elevaciones más altas y tierras bajas, respectivamente. El cambio climático también puede afectar el desarrollo, fisiología y comportamiento de los individuos, así como la distribución, tamaño, estructura y abundancia de las poblaciones de algunas especies. Esto puede afectar las interacciones entre especies, los ciclos de nutrientes y el funcionamiento, estructura y distribución misma de los ecosistemas.
Las inundaciones y sequías, los riesgos que más impactan a Argentina, se concentran principalmente en la región noreste y pampeana. El cambio climático produjo variaciones en las comunidades biológicas que se reflejan en la estructura y función de las poblaciones de algas, macrófitos y fauna de invertebrados o en la eutrofización de los ecosistemas afectados. El aumento de las precipitaciones potencia la erosión y genera inundaciones, incrementando el transporte de sedimentos, nutrientes y contaminantes hacia el océano y afectando el grado de mineralización del agua. Los cambios en la descarga y turbidez pueden afectar a la penetración de la luz en la columna de agua, así como a su tiempo de residencia. Una eutrofización acelerada modifica la composición de los consumidores en favor de herbívoros y detritívoros. Una de las especies amenazadas en este ecosistema es el venado de las pampas (Ozotoceros bezoarticus), por la subida del nivel del mar, erosión en los campos, vientos, inundaciones y sequías abruptas.
Los humedales son ecosistemas con un funcionamiento complejo, dependen estrechamente de las fluctuaciones meteorológicas y son por lo tanto muy sensibles a los efectos del cambio climático. El incremento de las temperaturas medias y de la radiación ultravioleta acelera el ritmo de degradación de estos ecosistemas. En el noroeste del país, la compleja biodiversidad y la estabilidad de este bioma está regulado por el régimen de fluctuación climático-hidrológico que ha determinado distintos modelos de ajuste de las poblaciones animales y vegetales a la periodicidad de la oferta de agua. Estos cambios tienen influencia directa sobre las propiedades del humedal en cuanto a disponibilidad de recursos alimentarios (materia orgánica de forraje, producción de semillas y frutos), recursos de refugio (homogeneización de la vegetación y el paisaje, menor celularidad espacial y vertical) y nidificación provocando la disminución significativa de paces, anfibios, reptiles y grandes mamíferos. La intrusión de aguas saladas a los humedales por el aumento del nivel del mar, también afecta a las aves acuáticas. Especies silvestres de patos, gansos, aves zancudas, cigüeñas, garzas y grullas que habitan estos humedales, no encuentran espacio hacia donde migrar.
La región patagónica del país, se caracteriza por su alta vulnerabilidad, derivada de su posición latitudinal en el hemisferio sur, sus climas extremos y de alta variabilidad intrínseca, y su ubicación geográfica con respecto a los océanos meridionales y la Corriente Circumpolar Antártica. Los efectos del cambio climático en esta zona son observables en la pérdida de biodiversidad y de masa forestal en el ecotono y bosquestepa, mayor frecuencia de inundaciones y sequías, la desaparición del permafrost sobre la línea del bosque, la desecación de turbera y humedales, el ascenso del nivel del mar e incremento de eventos erosivos costero, el ascenso de la línea de nieve climática y el retroceso de glaciares y desaparición de los neveros, entre otros. Una de las especies amenazadas de esta zona es la Ballena Azul, el calentamiento global y la acidificación de los océanos afectan al kril en su tasa de reproducción y acelerando sus ciclo de vida. Esto repercute en su abundancia y distribución e involucra un mayor traslado de las ballenas para conseguir alimento. Las aves marinas de la región también se enfrentan a la pérdida de hábitats por el aumento del nivel del mar debido a cambios climáticos globales. Adicionalmente, cambios en la temperatura del mar pueden reducir la disponibilidad de presas marítimas. Esto limitaría el crecimiento de las poblaciones de aves y aumentaría sus tasas de mortalidad.

## Impactos en las personas

### Impactos económicos

#### Agricultura
La agricultura se verá afectada por el cambio climático. Se pronostica que la disminución en la precipitación que se ha observado en los Andes continuará disminuyendo, afectando aún más la energía hidroeléctrica. Se predice que los glaciares continuarán retrocediendo y derritiéndose o, en algunas áreas, desaparecerán. Se predice que la región de Cuyo podría enfrentar una potencial crisis de agua debido a un aumento en la demanda de agua debido a una reducción en los flujos de los ríos y una mayor evapotranspiración debido a una combinación de menores precipitaciones y temperaturas más altas. Las temperaturas más altas harán que la capa de nieve se derrita a principios de año, lo que provocará un aumento en el flujo del río en los meses de primavera y una caída en el verano, que es cuando la demanda de agua es la más alta para la agricultura. La mayor demanda de agua conduciría a un mayor uso de agua subterránea para el riego, lo que eleva sus costos, provoca el deterioro de la calidad del agua y conduce al agotamiento de los acuíferos. En el norte de la Patagonia, se proyecta una situación similar en la que pueden producirse impactos negativos en el futuro para el cultivo de frutas y verduras debido a una reducción en el agua disponible. Se predice que entre 2020–2040, el flujo del río en el río Colorado y el río Chubut disminuirá en un 20 % debido a más riego.
Numerosos estudios han indicado que la productividad del trigo, la soja y el maíz no cambiará tanto a mediados del siglo XXI. Esto se debe a que si bien la producción de cultivos puede aumentar en las partes sur y oeste de la Pampa, disminuirá en las partes norteñas. En las partes norte y central del país, las temperaturas más altas proyectadas para esta región conducen a una mayor evaporación. Combinado con un pequeño cambio de precipitación para esta región, es probable que se vuelva más árido y conduzca a la desertificación. En áreas que normalmente tienen un invierno seco, una evaporación más alta intensificaría las sequías, lo que perjudicaría a la agricultura.
En la última mitad del siglo XX, la falta de nieve en los picos más altos de la región de Cuyo ha impactado la producción agrícola y vitivínicola debido a la menor disponibilidad de agua en los ríos (una reducción del 50 % del caudal del río).

### Impactos en la salud
El cambio climático podría extender los hábitats de los vectores portadores de enfermedades tropicales como la malaria propagada hacia el sur.

### Impactos en la vivienda
Las temperaturas más altas pueden afectar negativamente a las áreas urbanas al afectar la provisión de servicios como agua y energía al aumentar la demanda de estos servicios. Las olas de calor, como la de 2013-2014 durante el verano, podrían volverse más frecuentes e intensas. Estas olas de calor pueden afectar la producción agrícola, mientras que en las zonas urbanas, aumenta la demanda de energía. Los eventos intensos de precipitación podrían volverse más comunes y provocar consecuencias negativas.
Argentina, con gran parte de su población viviendo en áreas urbanas, es vulnerable a eventos de precipitación intensa ya que muchas ciudades están ubicadas cerca de un cuerpo de agua (ríos, lagos y océanos), lo que aumenta la probabilidad de sufrir estos eventos de precipitación intensa como inundaciones.

## Financiamiento climático
El financiamiento climático en Argentina incluye una combinación de financiamiento local e internacional para las estrategias de adaptación, mitigación y resiliencia ante el cambio climático.
Argentina es Parte de la Convención Marco de las Naciones Unidas sobre el Cambio Climático (CMNUCC) ha firmado y ratificado el Acuerdo de París.

## Opinión pública
La organización «Periodistas x el planeta» le encargó una encuesta a la consultora Poliarquía durante las primeras etapas del Aislamiento Social, Preventivo y Obligatorio (ASPO) decretado en Argentina por la pandemia de COVID-19. La temática sobre la que se indagó fue el cambio climático y se realizó de manera telefónica a alrededor de mil personas de Argentina. Entre los resultados se relevó que cuatro de cada diez de los encuestados considera que el cambio climático es una amenaza mayor que la pandemia, y nueve de cada diez afirmaron que el cambio climático es un problema del presente o del futuro, con solamente un 8 % que no cree que el cambio climático sea un problema. Entre las personas menores a treinta años, el 45 % cree que el cambio climático es la mayor preocupación de las próximas décadas.A su vez, un 61 % opinó que desde la esfera política se hace «poco» o «nada».